# Interleuchina 13
L'interleuchina 13 (IL-13) è una citochina coinvolta nella difesa immunitaria contro gli elminti e nelle patologie allergiche.

## Struttura
IL-13 è una citochina di 15 kD strutturalmente e funzionalmente simile a IL-4, costituita da quattro α-eliche. Il gene che la codifica è situato sul cromosoma 5 in vicinanza con quello di altre citochine coinvolte nelle patologie allergiche come IL-4 e IL-5. È prodotta perlopiù dai linfociti TH2 durante le risposte immunitarie contro gli elminti ma può essere prodotta anche dai linfociti NK-T, dai linfociti CD8+, dagli eosinofili e dai basofili. I recettori per IL-13 sono due, entrambi recettori per citochine di tipo I. Il più importante è un eterodimero costituito dalle catene IL-13Rα1 e IL-4Rα che lega sia IL-4 sia IL-13, da qui la loro somiglianza funzionale, l'altro invece, detto IL-13Rα2 non sembra essere funzionale, fungendo da recettore decoy, tende quindi a bloccare la trasduzione del segnale competendo per il legame di IL-4 o IL-13 con l'altro recettore funzionalmente attivo. Questo recettore è espresso dai granulociti eosinofili, dai granulociti basofili, dai macrofagi, dai linfociti B, dai fibroblasti, dalle cellule dendritiche, dalle cellule endoteliali e da alcune cellule epiteliali specialmente quelle dell'albero respiratorio. Sul lato citoplasmatico del recettore per IL-13 sono associate le chinasi Jak1 e Tyk2 che trasducono il segnale fosforilando STAT6 (Signal Transducer and Activator of Transcription 6) o IRS2 (Insulin Receptor Substrate 2).

## Funzione
- IL-13 è la principale citochina che stimola la produzione di muco legandosi al suo recettore espresso dalle cellule epiteliali bronchiali, stimola inoltre la differenziazione e la produzione di muco dalle cellule caliciformi mucipare nell'albero bronchiale.
- IL-13 induce lo scambio di classe verso IgE nei linfociti B.
- IL-13 stimola l'espressione sull'endotelio di proteine di adesione e di chemochine durante l'infiammazione, facilitando in questo modo il reclutamento di leucociti, in particolare granulociti neutrofili e monociti.
- IL-13 è una citochina fibrogenetica perché stimola i macrofagi e i fibroblasti a produrre collagene, è così coinvolta nel processo della fibrosi caratteristico dell'infiammazione cronica e dell'asma. Nei macrofagi stimola anche la produzione di TGF-β.